# توماس فن بومل
توماس فن بومل (انگلیسی: Thomas van Bommel؛ زادهٔ ۱۱ ژوئیهٔ ۲۰۰۲) بازیکن فوتبال اهل پادشاهی هلند است که در حال حاضر برای بوخولت وی‌وی در پست هافبک بازی می‌کند.

## دوران حرفه‌ای

### ام‌وی‌وی
توماس فن بومل در تاریخ ۲۲ سپتامبر ۲۰۲۰، نخستین بازی حرفه‌ای خود را برای ام‌وی‌وی در رقابت‌های ایرست دیویزی انجام داد. او در دقیقه ۸۸ به‌جای یل دوین وارد زمین شد و تیمش با نتیجه ۲–۰ برابر دن بوش شکست خورد. در ۳۰ اکتبر، او به‌جای کای هیرینگز در چهار دقیقه پایانی مقابل هلموند اسپورت وارد زمین شد و نخستین گل حرفه‌ای خود را به ثمر رساند تا بازی با تساوی ۱–۱ به پایان برسد.

### پاترو آیزدن
در ۱ مهٔ ۲۰۲۳ اعلام شد که فن بومل با باشگاه پاترو آیزدن در چلنج پرو لیگ قرارداد بسته و از تاریخ ۱ ژوئیه ۲۰۲۳ به عنوان بازیکن آزاد به این تیم خواهد پیوست. او بدون انجام هیچ بازی‌ای برای این تیم، برای ادامه فصل به صورت قرضی به اسپورتینگ هاسلت منتقل شد.
در ژوئیهٔ ۲۰۲۴، فن بومل به صورت قرضی و برای یک فصل به بوخولت وی‌وی پیوست. او به دلیل مصدومیت کشاله ران، آغاز فصل ۲۵–۲۰۲۴ را از دست داد.

## زندگی شخصی
پدر فن بومل، مارک فن بومل، و پدربزرگ مادری‌اش برت فان مارویک هستند. مارک فن بومل در فینال جام جهانی فوتبال ۲۰۱۰ برای تیم ملی هلند بازی کرد و فان مارویک سرمربی آن تیم بود.